# Rob Barel
Robert Alexander Barel (Amsterdam, 23 dicembre 1957) è un triatleta olandese.

## Carriera
Originariamente era un nuotatore. Ha partecipato e vinto al primo triathlon di Amsterdam. Ha vinto il primo campionato europeo di triathlon del 1985 su distanza olimpica. Ha partecipato al primo mondiale su distanza olimpica del 1989, arrivando quinto assoluto. Ha preso parte alle prime Olimpiadi di triathlon di Sydney 2000.
Si è ritirato dalle competizioni internazionali nel 2001.

## Titoli
- Campione del mondo di triathlon long distance (Élite) - 1988 (Non ufficiale), 1994
- Campione europeo di triathlon (Élite) - 1985, 1986, 1987, 1988
- Campione europeo di triathlon medio (Élite) - 1986, 1988, 1994
- Campione europeo di cross triathlon (Élite) - 2008
- Campione nazionale di triathlon (Élite) - 1986, 1988, 1989, 1990, 1994, 1998
- Campione nazionale di duathlon (Élite) - 1993, 1994, 1997
- Campione nazionale di Mountainbike (Masters2) - 2005, 2006, 2007

## Curiosità
- Ha vinto la rassegna continentale di “cross-triathlon” (ETU Cross Triathlon European Championships) disputatasi a casa sua, Ameland nel 2008[2].